# Веб Сити (Мисури)
Веб Сити (енгл. Webb City) град је у америчкој савезној држави Мисури.

## Демографија
По попису из 2010. године број становника је 10.996, што је 1.184 (12,1%) становника више него 2000. године.
| Група             | 2000.         | 2010.         |
| Белци             | 9.125 (93,0%) | 9.758 (88,7%) |
| Афроамериканци    | 53 (0,5%)     | 178 (1,6%)    |
| Азијати           | 77 (0,8%)     | 101 (0,9%)    |
| Хиспаноамериканци | 245 (2,5%)    | 543 (4,9%)    |
| Укупно            | 9.812         | 10.996        |